# Saint-Julien-des-Points
 Saint-Julien-des-Points  es una población y comuna francesa, situada en la región de Languedoc-Rosellón, departamento de Lozère, en el distrito de Florac y cantón de Saint-Germain-de-Calberte.

## Demografía
| 125 | 90 | 70 | 84 | 76 | 91 |
| Para los censos de 1962 a 1999 la población legal corresponde a la población sin duplicidades (Fuente: INSEE [Consultar]) |    |    |    |    |    |